# Bleach: La guerra sangrienta de los mil años
Bleach: la guerra sangrienta de los mil años (BLEACH 千年血戦篇 Burīchi: Sennen Kessen-hen?) es una serie de televisión anime basada en el manga Bleach escrito e ilustrado por Tite Kubo y que sirve como una secuela y conclusión de la primera adaptación animada de la serie. En marzo del 2020, Weekly Shōnen Jump y «Bleach 20th Anniversary Project & Tite Kubo New Project Presentation» anunciaron que el último arco de la historia del manga «La guerra sangrienta de los mil años» recibiría un proyecto de anime. En noviembre de 2021, se anunció que el proyecto de anime sería una serie de televisión. El tráiler y el visual de la serie fueron revelados en la Jump Festa '22 el 18 de diciembre del mismo año.
Tatsuya Kitani (キタニタツヤ?) interpreta el tema de entrada «Scar» (スカー Sukā?), mientras que SennaRin se encarga del tema de salida «Saihate» (最果て?  «los alcances lejanos»); Adicionalmente, Kitani también se encargó del tema de cierre del primer episodio, «Rapport», que también fue utilizado como tema principal de la serie en la exhibición del vigésimo aniversario, Bleach EX. Para la segunda parte, el tema de apertura es «Stars» de w.o.d., mientras que el tema de cierre es «Endroll» de Yoh Kamiyama.
En octubre de 2022, Viz Media anunció que la serie se transmitiría en Hulu en Estados Unidos y Disney+ a nivel internacional fuera de Asia.

## Emisión y distribución
La serie comenzó su emisión a partir del 10 de octubre del 2022 y se anticipa que tendrá un total de cuatro cours con pausas intermedias. La primera parte, The Thousand-Year Blood War, consta de 13 episodios  y finalizó el 27 de diciembre del mismo año. La segunda parte, subtitulada The Separation, comenzó a emitirse el 8 de julio de 2023, y finalizó el 30 de septiembre, con un especial de una hora.
Poco después del inicio de la emisión en Japón por parte de la cadena TV Tokyo, se reveló que la distribuidora oficial del anime en occidente Viz Media realizó un acuerdo con Disney Platform Distribution para emitir la serie a través de sus plataformas dependiendo de la disponibilidad en regiones lo que resultó en que la serie fuera retirada de otras plataformas como HBO Max, Netflix o Crunchyroll. De tal forma que en Estados Unidos la serie estuvo disponible con veinticuatro horas de diferencia en Hulu y en Disney+ en países donde comparten contenido de Star como Canadá, España, Reino Unido, Australia entre otros. Para Latinoamérica su distribución no fue confirmada inicialmente ni en Disney+ o en la plataforma equivalente Star+, pero el doblaje a español neutral ya se estaba realizando para la temporada final, y complementando los episodios restantes del anime anterior que habían quedado sin doblaje desde su última emisión. El 4 de enero de 2023 Star+ lanzó las dieciséis temporadas del primer anime para Latinoamérica mientras que se confirmó el estreno de la guerra sangrienta de los mil años a partir del 22 de febrero del mismo año.

## Producción
El anime cuenta con la dirección de Tomohisa Taguchi mientras que para su emisión en televisión abierta en Japón se emite por la cadena TV Tokyo. La serie es producida por Studio Pierrot de igual manera que la primera adaptación al anime, sin embargo, no contó con la participación del anterior director del primer anime Noriyuki Abe que sería remplazado por Taguchi. El autor del manga original Tite Kubo estuvo involucrado de cerca con la producción de la temporada final, realizando sus propias sugerencias a los animadores y director del anime e incluso dando notas sobre que contenido se podría omitir para la adaptación animada así como contenido que no se llegó a ver en la publicación del manga. Una aportación del anime fue la introducción de los primeros capitanes de la sociedad de almas que realizaron una aparición explícita en el prólogo y en una segunda versión del tema de salida «Saihate» el cual fue mostrado al final del episodio siete.

## Episodios
| Parte 1: The Thousand-Year Blood War |    |                                        |                                                  |                                                     |                                     |                          |
| 367 | 1  | «The Blood Warfare»                    | Tomohisa Taguchi                                 | Hikaru Murata                                       | Tomohisa Taguchi                    | 11 de octubre de 2022    |
| Los shinigamis Ryūnosuke Yuki y Shino Madarame están asignados para ser los nuevos guardianes de la Ciudad Karakura luego de las misteriosas desapariciones masivas de hollows en todo el mundo humano. Son fácilmente superados por varios hollows pero son rescatados por Ichigo Kurosaki, Orihime Inoue, Yasutora Sado y Uryū Ishida, quienes matan a todos los hollows. Dos días después, Ichigo conoce a Asguiaro Ebern, miembro del Wandenreich. Cuando Ebern intenta usar un medallón Quincy para sellar el Bankai de Ichigo, lo destruye y lo obliga a retirarse. Al mismo tiempo, un grupo de personas que representan al Wandenreich, el Imperio Quincy, emboscan al Capitán Comandante Genryūsai Shigekuni Yamamoto en la Sociedad de Almas y entregan a Chōjirō Sasakibe herido de muerte como ejemplo de lo que está por venir. Mientras tanto, muchos ciudadanos han desaparecido misteriosamente del distrito Rukon. En la base del Wandenreich, Silbern, Ebern entrega un informe a Yhwach, el Rey Quincy. |    |                                        |                                                  |                                                     |                                     |                          |
| 368 | 2  | «Foundation Stones»                    | Tomohisa Taguchi                                 | Mitsutoshi Sato                                     | Tomohisa Taguchi                    | 18 de octubre de 2022    |
| Nel y Pesche van al mundo humano para encontrarse con Ichigo y le informan que Hueco Mundo ha sido tomado por el Wandenreich después de que su gobernante anterior, Tier Hallibel, fuera derrotada por Yhwach. Los Arrancar de Hueco Mundo se han unido a los Quincies, han sido asesinados o han sido esclavizados, incluido Dondochakka. Urahara acompaña a Ichigo, Orihime, Chad, Nel y Pesche a Hueco Mundo para rescatar a Dondochakka. Mientras tanto, el capitán de caza del Primer Jagdarmee del Wandenreich, Quilge Opie (Sternritter «J», «The Jail»), prueba a los Arrancar para ver quién puede unirse a sus filas. Las ayudantes de Aizen, Loly y Menoly, intentan matar a Quilge, pero son eliminadas fácilmente. Las Tres Bestias de Hallibel, Emilou Apacci, Franceska Mila Rose y Cyan Sung-Sun llegan y matan a muchos soldados Quincy, pero también son derrotadas por Quilge. Ichigo decide liberar a todos los Arrancar en lugar de solo salvar a Dondochakka. |    |                                        |                                                  |                                                     |                                     |                          |
| 369 | 3  | «March of the StarCross»               | Hikaru Yamaguchi                                 | Hodaka Kuramoto                                     | Tomohisa Taguchi                    | 25 de octubre de 2022    |
| Ichigo comienza su lucha contra Quilge. Las Tres Bestias invocan a Ayon y se reincorporan a la lucha contra Quilge. Uryu descubre la verdad del conflicto que ocurrió entre la Sociedad de Almas y los Quincy hace siglos. Se revela que el capitán del Decimosegundo Escuadrón, Mayuri Kurotsuchi, ordenó a su escuadrón que exterminara a los civiles en el distrito Rukon para corregir el desequilibrio de almas causado por los hollows exterminados por los Quincy en el mundo humano. Se revela que Yamamoto no pudo matar al líder de los Quincys hace 1000 años. Quilge absorbe el Reishi del área (incluso el de Ayon) y domina a las Tres Bestias pero se enfrenta con Ichigo una vez más. Los Quincy comienzan su invasión de la Sociedad de Almas. |    |                                        |                                                  |                                                     |                                     |                          |
| 370 | 4  | «Kill the Shadow»                      | Hikaru Murata                                    | Hikaru Murata                                       | Tomohisa Taguchi                    | 1 de noviembre de 2022   |
| Más de 1000 soldados de la Sociedad de Almas mueren dentro de los 7 minutos posteriores a la invasión Quincy. El capitán del Tercer Escuadrón, Rōjūrō «Rose» Ōtoribashi se enfrenta al Sternritter «U», NaNaNa Najahkoop. El capitán del Sexto Escuadrón, Byakuya Kuchiki y el teniente del Sexto Escuadrón, Renji Abarai, se enfrentan al Sternritter «F», Äs Nödt y el Sternritter «S» Mask De Masculine. El capitán del Séptimo Escuadrón, Sajin Komamura, se enfrenta a la Sternritter «E», Bambietta Basterbine. Los otros capitanes de la Sociedad de Almas se enfrentan a varios Sternritter sin identificar. Cuando la lucha llega a un punto muerto, la capitana del Segundo Escuadrón, Sui-Feng, los capitanes de los escuadrones Sexto, Séptimo y Tōshirō Hitsugaya, capitán del Décimo Escuadrón, liberan sus Bankai, pero los Sternritter contra los que están luchando se los roban de inmediato usando un medallón especial. Los capitanes están conmocionados por la noticia de que la carta de triunfo de los Sternritter es el robo de los Bankai, y se comunica al resto de la Sociedad de Almas. El capitán del Octavo Escuadrón, Shunsui Kyōraku, está ciego del ojo derecho por un Sternritter desconocido. Mientras tanto, Quilge continúa su lucha contra Ichigo y Urahara observa que el Sternritter no puede para robar el Bankai de Ichigo. Urahara encuentra una abertura que le permite a Ichigo intentar ir a la Sociedad de Almas para ayudar en la pelea. En un último esfuerzo, Quilge ataca a Urahara, Orihime y Sado y usa sus poderes de Sternritter («The Jail») para encarcelar a Ichigo mientras está en el Dangai y de camino a la Sociedad de Almas. |    |                                        |                                                  |                                                     |                                     |                          |
| 371 | 5  | «Wrath as a Lightning»                 | Mitsutochi Sato                                  | Mitsutochi Sato                                     | Masaki Hiramatsu                    | 8 de noviembre de 2022   |
| Ichigo escucha los gritos de los shinigamis a través del Seireitei, mientras intenta desesperadamente escapar de la cárcel de Quilge. Antes de que Quilge pudiera matar a Urahara y a los demás, un asaltante invisible lo parte en dos. Byakuya y Renji se enfrentan al Sternritter «F», Äs Nödt. Byakuya está nervioso por el enemigo, quien despertó sus miedos profundos con sus Lanzas de Reishi. Byakuya intenta seguir luchando, pero Äs Nödt lo derrota brutalmente con su propio Bankai. Rukia y Renji también son derrotados rápidamente por otros Sternritter. Zaraki, después de haber matado a tres Sternritter, se enfrenta personalmente a Yhwach y Jugram. Cuando el teniente Hisagi está a punto de ser derrotado por el Sternritter «O», Driscoll Berci, el capitán en jefe Yamamoto interviene. Driscoll revela que él fue quien mató a Sasakibe y robó su Bankai, Kōkō Gonryō Rikyū. Esto le recuerda a Yamamoto la primera vez que Sasakibe le mostró su Bankai, hace 2000 años. Enfurecido, Yamamoto lo convierte en cenizas, inspirando a los shinigamis a luchar de nuevo. Yamamoto llega a tiempo para salvar a Zaraki de Yhwach. |    |                                        |                                                  |                                                     |                                     |                          |
| 372 | 6  | «The Fire»                             | Tomohisa Taguchi                                 | Ema Saito                                           | Masaki Harimatsu                    | 15 de noviembre de 2022  |
| Yamamoto salva rápidamente a Zaraki de las garras de Yhwach y lo enfrenta en una batalla por los tejados del Seireitei. Después de que Yhwach es empujado a desenvainar su espada, Yamamoto activa su Bankai, Zanka no Tachi. Tras la activación, cada gota de agua dentro de la Sociedad de Almas comienza a evaporarse, mientras que todos pueden sentir la sequedad. A Unohana le preocupa que si continúa por mucho tiempo, Yamamoto podría destruir incluso a la Sociedad de Almas. Yhwach es impotente contra las diversas habilidades de Zanka no Tachi, y Yamamoto se jacta de que su Bankai es demasiado poderoso para ser robado. Con su ataque Bankai más fuerte, Yamamoto divide en dos a Yhwach. Sin embargo, pronto se pone nervioso cuando el moribundo «Yhwach» se disculpa con su Maestro por fallar. De repente, el cuartel del Primer Escuadrón es aniquilado y el verdadero Yhwach llega para acabar con su doble, el Sternritter «Y» («The Yourself») Royd Loyd por haber fallado. Yhwach revela que estaba ocupado hablando con Sōsuke Aizen en su prisión subterránea. Considerado uno de los Cinco Poderes de Guerra Especiales, Yhwach intentaba reclutar a Aizen para su lado, pero este último afirmó firmemente que Yhwach tendría que ser quien lo sirviera, por lo que Yhwach se va, al no poder matar a Aizen debido a su fusión con el Hogyoku. Desconcertado, Yamamoto intenta usar su Bankai nuevamente, pero Yhwach lo roba al instante sin esfuerzo, citando que puede ser robado, pero solo él es lo suficientemente poderoso como para hacerlo. Resignado a su destino, Yamamoto es destazado en diagonal por Yhwach, sorprendiendo a los shinigamis. |    |                                        |                                                  |                                                     |                                     |                          |
| 373 | 7  | «Born in the Dark»                     | Toriyuki Tsuru                                   | Shin'ichirō Ueda                                    | Masaki Harimatsu                    | 22 de noviembre de 2022  |
| Hace mil años, los Trece Escuadrones de Guardias de la Corte originales estaban formados por asesinos despiadados y bárbaros sin un propósito compartido, que participaron en la matanza del Wandenreich. Yamamoto y Sasakibe derrotaron a Yhwach; luego, Yamamoto adoptó una filosofía pacífica y formó un sistema unificado de Guardias de la Corte. En el presente, Yamamoto es dividido en dos y desintegrado por Yhwach. Ichigo consigue romper la cárcel y encuentra a Byakuya agonizante, quien entre lágrimas le pide a Ichigo que proteja a la Sociedad de Almas antes de que su Zanpakutō se desintegrara. Ichigo intercambia golpes con la espada Reishi de Yhwach usando Getsuga Tenshō, pero es derrotado rápidamente. Yhwach intenta apuñalar a Ichigo en el cuello, pero es contrarrestado por una técnica defensiva Quincy llamada Blut Vene. Yhwach revela que la madre de Ichigo era Quincy, lo que lo convierte en parte de Quincy, lo que le permitió a Ichigo romper la cárcel de Quilge e inconscientemente contrarrestar el ataque de Yhwach. Unas sombras aparecen para transportar a los Quincy de vuelta al Silbern y Yhwach se da cuenta de que Aizen usó su shikai sobre él para que pierda la noción del tiempo. Ichigo intenta atacar a Yhwach nuevamente, pero Jugram Haschwalth destruye su Zanpakutō. Yhwach se marcha crípticamente refiriéndose al atónito Ichigo como «su hijo, nacido en la oscuridad». |    |                                        |                                                  |                                                     |                                     |                          |
| 374 | 8  | «The Shooting Star Project (Zero Mix)» | Shinji Itadaki                                   | Young Hoon Jung                                     | Masaki Hiramatsu                    | 29 de noviembre de 2022  |
| Después de la invasión, Rukia y Renji son tratados por el Cuarto Escuadrón, junto con los shinigamis sobrevivientes, mientras Byakuya apenas se aferra a la vida. Mayuri Kurotsuchi le dice a Ichigo que como su Zanpakutō fue destruida mientras estaba en estado de Bankai, no se puede reparar. Los capitanes lloran a Yamamoto, Byakuya y Zaraki todavía están en estado crítico y es posible que nunca se despierten. Ichigo y los capitanes se encuentran con el Escuadrón Cero, compuesto por cinco excapitanes de élite, que protegen al Rey de las Almas en el Palacio Real. Ichigo y los capitanes se comunican con Urahara, Inoue y Sado, quienes fueron salvados de Quilge por un Grimmjow Jaegerjaquez oculto. Kūkaku Shiba envía a Ichigo, Byakuya, Renji, Rukia y al Escuadrón Cero al Palacio Real sobre el Seireitei, donde Zangetsu podría ser reforjado. Kūkaku, después de haberlos enviado al Palacio Real, se une a su hermano Ganju, así como a Kūgo Ginjō, Shūkurō Tsukishima y Giriko Kutsuzawa, quienes ahora residen en la Sociedad de Almas, ya que fueron asesinados por una Zanpakutō. En el Palacio Real, Ichigo, Rukia, Renji y Byakuya están siendo curados por Tenjirō Kirinji, miembro del Escuadrón Cero y el que enseñó las técnicas de curación de Unohana. Al final se ve al Rey de las Almas despertando. |    |                                        |                                                  |                                                     |                                     |                          |
| 375 | 9  | «The Drop»                             | Kaito Asakura                                    | Kaito Asakura                                       | Masaki Hiramatsu                    | 6 de diciembre de 2022   |
| Ichigo y Renji son curados por completo por el capitán Kirinji y se trasladan al palacio del capitán Kirio Hikifune, donde son rápidamente alimentados con todo tipo de alimentos antiguos de la Sociedad de Almas, llenos de una fuerte presión espiritual, antes de ser enviados al palacio del capitán Ōetsu Nimaiya, el hombre que creó todas las Zanpakutō. Mientras tanto, el capitán Kyōraku es nombrado nuevo capitán en jefe y selecciona a su lugarteniente Nanao Ise para que se una a él como teniente en el Primer Escuadrón, al mismo tiempo que asciende al anterior tercer asiento de Yamamoto, Genshiro Okikiba, a teniente. Él decreta que el capitán en recuperación Zaraki debe aprender «zanjutsu», un manejo de la espada que abarca todos los estilos de combate por parte de la capitana del Cuarto Escuadrón Unohana, quien se revela como la criminal más notoria en la historia de la Sociedad de Almas y la fundadora del Undécimo Escuadrón y el primer Kenpachi, su verdadero nombre es Yachiru Unohana. Unohana y Zaraki comienzan su duelo en la prisión subterránea infinita, Muken. Zaraki recuerda cómo solía admirar a Unohana, desde su primer encuentro, cuando le dejó una cicatriz en el pecho. Unohana afirma que se ha vuelto mucho más débil desde entonces y que ella lo empujará al borde de la muerte y lo revivirá repetidamente para liberar todo su potencial. |    |                                        |                                                  |                                                     |                                     |                          |
| 376 | 10 | «The Battle»                           | Hikaru Murata                                    | Hikaru Murata                                       | Masaki Hiramatsu                    | 13 de diciembre de 2022  |
| Hace cientos de años, la capitana Unohana se aburrió de matar bandidos con la esperanza de encontrar un oponente digno, hasta que un niño vicioso, Zaraki, la ataca. Unohana es dominada, por lo que Zaraki inconscientemente comienza a contenerse, lo que termina en su derrota. En el presente, Unohana mata y revive a Zaraki cientos de veces, ya que se vuelve más fuerte cada vez que resucita. Ella libera su Bankai, Minazuki, lo que le permite extender su espada con cortes ácidos que parecen sangre. Zaraki se ha vuelto lo suficientemente fuerte como para atravesarla y matarla. Mientras llora a Unohana, finalmente puede hablar con su Zanpakutō y forjar un vínculo con ella. Mientras tanto, Ichigo, Renji y Kon llegan al palacio del capitán Nimaiya, Hoohden, donde se encuentran con innumerables espíritus Zanpakutō y con el propio capitán poco convencional. Nimaiya les enseña los conceptos básicos de cómo los shinigami reciben Zanpakutō en su forma base, llamada Asauchi, que se convierte en un Zanpakutō personalizado cuanto el portador imprime la presión de su alma sobre él. Nimaiya arroja a los dos a un agujero lleno de innumerables Asauchi y los deja allí durante tres días para luchar contra los Asauchi. Renji sale victorioso, con un Asauchi que lo eligió, pero Ichigo no pasa la prueba. Nimaiya lo teletransporta sin ceremonia de regreso al mundo humano, justo en frente de la clínica Kurosaki, citando que necesita volver a sus raíces, ya que no pasó por el entrenamiento tradicional de Asauchi. |    |                                        |                                                  |                                                     |                                     |                          |
| 377 | 11 | «Everything But the Rain»              | Mitsutoshi Sato                                  | Hikaru Murata y Yūsaku Kikuchi                      | Masaki Hiramatsu                    | 20 de diciembre de 2022  |
| Nimaiya le dice a Renji que creó cada Zanpakutō durante los últimos miles de años, incluida la de Zaraki, que en realidad robó del cadáver de un shinigami, y agrega que la de Ichigo no era un Asauchi hecho por él, por lo tanto, su entrenamiento nunca habría funcionado. Ichigo huye de la clínica, yendo a la tienda de Ikumi Unagiya. Unagiya consuela a Ichigo, antes de que llegue Isshin Kurosaki con su atuendo de shinigami para llevarse a Ichigo, aunque Ichigo accidentalmente deja su placa atrás. Isshin, finalmente listo para hablar con su hijo, comienza a explicar la historia de su familia. Hace casi veinte años, cuando Isshin Shiba todavía era capitán del Décimo Escuadrón, una serie de misteriosas muertes de shinigamis comenzaron a ocurrir en la ciudad de Naraki. Isshin salió a investigar la causa, que resultó ser un hollow llamado «White», inmensamente poderoso e inteligente, vestido con una armadura negra. En otra parte, una joven Masaki Kurosaki, una noble Echt Quincy que fue acogida por la familia de Sōken Ishida después de la muerte de la suya, sintió la presión espiritual liberada por el hollow e Isshin, y se dirigió a ayudar, a pesar de los intentos de Ryūken Ishida y de la criada de bajo rango de la familia Gemischt Quincy, Kanae Katagiri, de disuadirla. Mientras luchaba contra el hollow, Isshin intentó usar su Bankai, pero fue atacado por detrás por los creadores del hollow, Sōsuke Aizen, Gin Ichimaru y Kaname Tōsen, quienes lo crearon a partir de un shinigami muerto. Masaki llegó y salvó a Isshin, mientras que Aizen impidió que Tōsen la matara, debido a que la encontraba intrigante. Masaki se usó a sí misma como cebo para atraer al hollow y matarlo de un solo golpe, al mismo tiempo que absorbía su presión espiritual única en sí misma, después de que Isshin la salvó de su autodestrucción. Masaki curó las heridas de Isshin, mientras también se revelaba como una Quincy. Inicialmente temiendo su reacción, se regocijó, cuando Isshin declaró alegremente que estaba feliz de haber conocido a una Quincy viva. Ryūken y Kanae, al ver que encontró seguridad, decidieron dejarla en paz y se fueron juntos. En alguna parte en el presente, Uryu es recibido por Jugram Haschwalth. |    |                                        |                                                  |                                                     |                                     |                          |
| 378 | 12 | «Everything But the Rain "June Truth"» | Kentarō Tokiwa y Shinji Itadaki                  | Young Hoon Jung                                     | Masaki Hiramatsu                    | 27 de diciembre de 2022  |
| Continuando con su historia a Ichigo, Isshin informó al capitán en jefe Yamamoto sobre el éxito de su misión, pero omitió a Masaki en su informe. Sintiéndose atraído por ella, regresó al mundo humano a patrullar. Desde el ataque del hollow White, Masaki comenzó a sentirse aturdida y arrastrada hacia la oscuridad por el alma del hollow que se fusionó con ella. Cuando la madre de Ryūken la reprendió por ayudar a un shinigami, colapsó y apareció un agujero hollow en su pecho. Ryūken la recogió y corrió en busca de ayuda, encontrándose con Isshin y culpándolo por la condición de Masaki. Urahara, quien se había reunido brevemente con Masaki antes, intervino en su conflicto y les dijo que conocía una forma de ayudarla, que descubrió durante los últimos cien años de exilio, mientras intentaba curar a los Vizard. Debido a que ella es una Echt Quincy extremadamente poderosa fusionada con un hollow, la solución para su cura sería diferente a la de un shinigami fusionado con uno. Para equilibrar su alma con el hollow en ella, se necesita todo el poder de un shinigami para combatirlo durante toda su vida, ya que un Quincy no tiene ninguna resistencia a la esencia de los hollows. Isshin se ofreció como voluntario y Urahara le proporcionó un Gigai especialmente creado, que puede contener completamente el alma de un shinigami y convertirlo en humano. Posteriormente, los dos se establecieron juntos y se enamoraron, mientras que Ryūken se casó con Katagiri. Isshin luego le dice a Ichigo que la razón por la que Masaki murió luchando contra Grand Fisher y Katagiri murió a causa de su enfermedad fue porque, según los antiguos textos Quincy, Yhwach despojó a varios de los suyos de sus poderes para recuperar los suyos hace 9 años. considerándolos indignos. Antes de partir de nuevo, Ichigo recibe su placa de Ikumi. Ryūken encuentra evidencia de la reunión de Uryū con los Sternritter. |    |                                        |                                                  |                                                     |                                     |                          |
| 379 | 13 | «The Blade is Me»                      | Tomohisa Taguchi                                 | Tomohisa Taguchi, Mitsutoshi Sato y Yoshinori Odaka | Masaki Hiramatsu                    | 27 de diciembre de 2022  |
| Uno de los guardaespaldas Zanpakutō de Nimaiya inmediatamente recupera a Ichigo y lo coloca con los innumerables Asauchi nuevamente, para luchar hasta que uno lo elija. Sin embargo, todos los Asauchi se arrodillan ante Ichigo mientras elige un Asauchi blanco, el hollow «White» dentro de él. En la Sociedad de Almas, los capitanes y tenientes comienzan a entrenar. El Capitán Hitsugaya regresa a los campos de entrenamiento de shinigamis para perfeccionar sus habilidades con la espada. El capitán del Noveno Escuadrón, Kensei Muguruma, lleva a su lugarteniente, Hisagi, a enfrentarse a su otro lugarteniente no oficial, Mashiro Kuna, en su forma de hollow, para despertar su Bankai. Akon regresa al cuartel del Decimosegundo Escuadrón después de que sus heridas hayan sido tratadas y se entera de que el capitán Kurotsuchi y su teniente Nemu Kurotsuchi se han encerrado en el laboratorio durante más de 24 horas y están en el proceso de crear algo. El capitán Komamura regresa al escondite de su clan e intenta convencer al anciano del clan para que le enseñe una técnica secreta del clan, mientras que la capitana Soi-Fon entrena su cuerpo en las montañas. Mientras tanto, los guardaespaldas de Nimaiya preparan la fragua y él comienza a reconstruir la Zanpakutō de Ichigo, al mismo tiempo que le dice que el Viejo Zangetsu no es su Zanpakutō, sino que el hollow «White» en él fue su Zanpakutō todo el tiempo, y que Zangetsu era en realidad la fuente de los poderes Quincy latentes de Ichigo, tomando la forma del Yhwach de hace mil años. Ichigo vuelve a hablar con Zangetsu, quien expresa orgullo por el hombre en el que se ha convertido desde que eligió ser un Shinigami, a pesar de que reprimió los poderes de Ichigo al mínimo. Zangetsu se despide y le concede sus poderes de Shinigami y Quincy, formando su verdadera Zanpakutō doble, similar en forma a la del capitán de la Decimotercera Escuadrón Jūshirō Ukitake y el capitán en jefe Kyōraku. En Silbern, Yhwach se encuentra con Haschwalth, quien ha traído a Uryū, vestido con el atuendo de Sternritter. |    |                                        |                                                  |                                                     |                                     |                          |
| Parte 2: The Separation |    |                                        |                                                  |                                                     |                                     |                          |
| 380 | 14 | «The Last 9 Days»                      | Tomohisa Taguchi, Hikaru Murata y Yusaku Kikuchi | Hikaru Murata                                       | Masaki Hiramatsu                    | 8 de julio de 2023       |
| Ichigo comienza su entrenamiento con Ichibe Hyōsube, el capitán del Escuadrón Cero. Mientras tanto, Yhwach reúne al ejército Quincy para anunciar que ha elegido a Uryū como su sucesor, provocando discordia entre muchos de los Sternritter que consideraban a Haschwalth más digno para el puesto. El Sternritter Askin Nakk Le Vaar detiene el alboroto entre los demás, específicamente Bazz-B y Haschwalth. En Hueco Mundo, Orihime y Chad también comienzan a entrenar, mientras Kisuke investiga el Medallón Quincy. Hyōsube lleva a Ichigo a un lugar especial en el Palacio Real, al que solo se puede acceder con el permiso del Rey de las Almas, para hacerlo más fuerte. El Capitán en Jefe Kyōraku les da a los amigos humanos de Ichigo pases de alma para la Sociedad de Almas en caso de que la presión del alma de Ichigo sea demasiado para que la soporte el Mundo Humano. Rukia y Renji continúan su entrenamiento en el Palacio Real, mientras Byakuya se recupera con la ayuda de Kirinji. Una cúpula oscura envuelve al Seireitei y comienza la segunda invasión del ejército Quincy. Yhwach declara que retomará el mundo en los próximos 9 días, según un cántico Quincy, el Kaiser Gesang. |    |                                        |                                                  |                                                     |                                     |                          |
| 381 | 15 | «Peace from Shadows»                   | Tomohisa Taguchi y Shinji Itadaki                | Yusaku Kikuchi                                      | Masaki Hiramatsu                    | 15 de julio de 2023      |
| El Wandenreich comienza su segunda invasión del Seireitei. Haschwalth ordena a los Sternritter que robaron Bankai que derroten a los capitanes a los que se los robaron. Askin Nakk Le Vaar llega al cuartel del Decimosegundo Escuadrón y explica que el escondite de los Quincy, el Wandenreich, fue creado con poderes Quincy y está escondido dentro de las sombras del Seireitei, desde donde observaron y estudiaron todo y a todos. El Capitán y el Teniente Kurotsuchi emergen del laboratorio secreto del primero, que estaba escondido en total brillo, donde ideó las contramedidas contra las técnicas de transporte Quincy. Molesto por el absurdo y la tenacidad de Mayuri, Nakk Le Vaar se marcha. Haschwalth se enfrenta personalmente a Kyōraku y su lugarteniente Nanao Ise, pero esta última ha ideado un poderoso hechizo Kido para contener al Sternritter. Los shinigamis y Soldats están en una guerra total en las calles del Seireitei. El capitán del Décimo Escuadrón, Hitsugaya, y la teniente Matsumoto se enfrentan al Sternritter «H» (The Heat) Bazz-B. Mientras tanto, el teniente del Segundo Escuadrón, Ōmaeda, intenta proteger a su hermana pequeña del Sternritter «K» BG9, pero la capitana Soi Fon llega para protegerlos. Hitsugaya y Matsumoto usan tácticas solapadas, como combinar sus habilidades para detener a Bazz-B en seco, pero no pueden competir con sus poderes. Bazz-B vence sin esfuerzo a Hitsugaya, pero el Sternritter «I» Cang Du interviene para eliminarlo con su propio Bankai. BG9 también hiere gravemente a Soi Fon. De repente, Kisuke contacta a Mayuri y le revela que ideó una manera de recuperar los Bankai robados. |    |                                        |                                                  |                                                     |                                     |                          |
| 382 | 16 | «The Fundamental Virulence»            | Ouri Yasukawa                                    | Yōichi Fujita                                       | Masaki Hiramatsu                    | 22 de julio de 2023      |
| Cang Du no solo revela que ya ha incapacitado a Matsumoto, sino que también revela ser el Sternritter «I» (The Iron), antes de intentar acabar a Hitsugaya con su Bankai, mientras Bazz-B se va. Kisuke llega al cuartel del Decimosegundo Escuadrón y le cuenta a Mayuri cómo ideó el método para devolver los Bankai robados a sus dueños y evitar que todos sean robados. Él revela el Shin'eiyaku, una píldora negra que temporalmente añade la esencia de un hollow a los Bankai, convirtiéndolos así en veneno para los Quincys, que ideó después de notar que Quilge Opie no podía controlar el Reishi que absorbió de los Arrancar, que ya envió a todos los que son conocidos por poseer Bankai. Hitsugaya toca la píldora que le enviaron y gradualmente recupera su Bankai, ahora con el poder de un hollow, derrota sin esfuerzo a Cang Du y colapsa después. BG9 intenta capturar a la incapacitada Soi Fon, pero Ōmaeda le da la píldora y ella usa su Bankai recuperado para destruir a BG9. En otra parte, varias docenas de soldats rodean al capitán del Quinto Escuadrón Shinji Hirako después de masacrar al resto de su Escuadrón. Esto le da a Hirako la oportunidad de usar finalmente su Bankai, Sakashima Yokoshima Happōfusagari, para distorsionar la percepción de compañero y enemigo, obligando así a todos los soldat a matarse entre sí. Acompañado por Ayasegawa, el quinto asiento del Decimoprimer Escuadrón, el teniente Hisagi del Noveno Escuadrón y Madarame, el tercer asiento del Decimoprimer Escuadrón absorben un Shin'eiyaku, cuando el Sternritter «S», Mask de Masculine se enfrenta a ellos para reclamar la victoria, contraatacándolos y venciéndolos sin esfuerzo. La Sternritter «E», Bambietta Basterbine lidera su escuadrón de Sternritters en busca del capitán del Séptimo Escuadrón, Sajin Komamura. Debido a que ella continúa despotricando, su escuadrón la abandona. Enojada por ser abandonada, usa su poder para explotar y destruir el área circundante justo cuando llega Komamura para detenerla con su armadura completa. Como Komamura afirma que tiene prisa por vengar a Yamamoto matando a Yhwach, Hirako llega para despedirlo. Hirako usa su Shikai en Bambietta para desorientarla por completo y jugar con ella. En ese momento, Bambietta y todos los Sternritter derrotados activan su Vollständig. En una escena posterior a los créditos, en el Palacio de las Almas, Ichigo continúa avanzando hacia el corredor oscuro mientras experimenta un dolor inconmensurable, una gran presión en el alma y visiones de un hombre en un charco de Reishi repetidamente, con imágenes cada vez más claras y que representan al Rey de las Almas. |    |                                        |                                                  |                                                     |                                     |                          |
| 383 | 17 | «Heart of Wolf»                        | Shinichirō Ueda                                  | Shinichirō Ueda                                     | Masaki Hiramatsu                    | 29 de julio de 2023      |
| Bambietta inmediatamente incapacita a Hirako con todos sus poderes. Komamura y la teniente del Quinto Escuadrón Momo Hinamori interviene y esta última se lleva a Hirako, mientras que el primero protege su escape. Bambietta explica que su habilidad «E» (de The Explode) no son bombas, sino el hacer explotar cualquier cosa que toquen sus proyectiles Reishi, contra lo cual no se puede defender. Ella destruye el casco de Komamura, revelando su nueva forma humana. Komamura explica que obtuvo la Técnica de Humanización secreta de su clan arrancándose su propio corazón y sacrificándolo al anciano del clan. Como tal, Komamura es prácticamente inmortal e invulnerable mientras está en forma humana. Komamura usa su Bankai, que ahora también es invulnerable sin su armadura, para golpear a Bambietta con sus propios proyectiles Reishi explosivos, derrotándola. Komamura se apresura hacia Yhwach, pero su corazón falla y se convierte en una forma de lobo completamente no humana, incapaz de hablar. Luego llega su lugarteniente, Tetsuzaemon Iba para llevárselo. Su escuadrón se lleva a la moribunda Bambietta, mientras que Uryū recoge a los derrotados Cang Du y BG9. Haschwalth también regresa al lado de Yhwach. Mask también derrota a sus oponentes, después del apoyo de su fan James. Sin embargo, antes de que pudiera matarlos, Mask es detenido por la llegada del capitán del Noveno Escuadrón, Kensei Muguruma, y el capitán del Tercer Escuadrón, Rōjūrō «Rose» Ōtoribashi. En una escena posterior a los créditos, Hyōsube le dice a Ichigo que está experimentando el pasado de la Sociedad de Almas dentro de los poderes del Rey de las Almas. Ichigo absorbe con éxito el poder y puede pasar al palacio de Senjumaru Shutara. |    |                                        |                                                  |                                                     |                                     |                          |
| 384 | 18 | «Rages at Ringside»                    | Atsushi Wakabayashi                              | Yūko Nagai                                          | Masaki Hiramatsu                    | 5 de agosto de 2023      |
| Kyōraku ordena a los shinigamis restantes que se reagrupen en lugares seguros, con la coordinación de Mayuri. Kensei activa su Bankai, Tekken Tachikaze para golpear a Mask. Después de una victoria breve, Kensei es derribado y gravemente herido por Mask, quien se levantó debido a los vítores de James y reveló ser el Sternritter «S», (The Superstar). Después de que Hisagi herido les advierte sobre el papel de James, Rose interviene y lo parte en dos, antes de activar su Bankai, Kinshara Butōdan. Mask es atacado repetidamente por una ráfaga de ataques de fuego y agua, pero se da cuenta de que no debería existir una Zanpakutō que pudiera controlar ambos. Rose afirma esto, alardeando de que su Bankai en realidad se basa en una ilusión, inducida por el sonido. Como tal, Mask revienta sus propios tímpanos, para luego abrir un agujero en forma de estrella a través de Rose. Antes de que Mask pudiera acabar con los dos capitanes, Renji bloquea su ataque fácilmente. Rukia también llega, los dos han terminado su entrenamiento del Escuadrón Cero y se han vuelto mucho más fuertes. Mientras Rukia lleva a los dos capitanes al Kotetsu, Renji no se inmuta ante todos los ataques de Mask. Mask activa su Vollständig y usa su ataque Reishi más poderoso (Star Flash: Supernova) en Renji, incinerando accidentalmente a James también, pero lo bloquea con su nuevo y completo Bankai, Sō'ō Zabimaru. Debido a que Zabimaru no lo aceptó completamente de antemano, Renji no pudo usarlo por completo, pero ahora puede y usa su nueva técnica Bankai, Sō'ō Zabimaru: Zāgā Tēppō y destruye a Mask con ella, y sin James animándolo, Mask no puede regresar. En una escena poscréditos, Yhwach absorbe las partículas de Reishi que quedan de «M» frente a Uryū, antes de entrar en una sombra, de la que emerge Jugram Haschwalth. Uryū cuestiona su presencia, pero Haschwalth explica que no solo él y Yhwach, sino Yhwach y todos los Quincy están conectados. Dado que Uryū es ahora el sucesor elegido, Haschwalth decide explicar qué tipo de ser es Yhwach y de dónde provienen sus poderes. |    |                                        |                                                  |                                                     |                                     |                          |
| 385 | 19 | «The White Haze»                       | Tomohisa Taguchi y Shinji Itadaki                | Da Li Chen                                          | Masaki Hiramatsu                    | 12 de agosto de 2023     |
| Después de completar su entrenamiento con todo el Escuadrón Cero, Ichigo comienza a descender al Seireitei e informa a Kisuke de su llegada. Haschwalth lleva a Uryū al derrotado BG9 y Cang Du para su juicio. Cuando aparece una escala gigante detrás de Haschwalth, los dos Sternritters derrotados pierden sus vidas y sus poderes. Haschwalth revela que todos aquellos a quienes se les da una porción del alma de Yhwach tienen sus poderes, conocimientos y habilidades absorbidos por Yhwach junto con su alma al morir. Mientras Rukia recorre el Seireitei, se alarma por la llegada del Sternritter «F»: (The Fear), Äs Nödt, que está buscando el Senbonzakura de Byakuya. Como ahora es mucho más fuerte y ha aprendido lo que realmente hace su Zanpakutō, específicamente su capacidad para reducir la temperatura de sus usuarios y cualquier cosa que toque al cero absoluto, puede congelar a Äs Nödt. Enojado por el rechazo del miedo por parte de Rukia, Äs Nödt activa su Vollständig (Tatarforäs), que transmite miedo justo al ver su grotesco cuerpo. Cuando queda atrapada por un momento de miedo, Byakuya interviene para salvar a Rukia. Äs Nödt se burla de Byakuya, pero este último le permite a Rukia valerse por sí misma. Ella desata su peligroso Bankai, Hakka no Togame, para congelar instantáneamente a Äs Nödt hasta morir. Byakuya mantiene unida a Rukia, mientras ella lo deshace y le dice que entrene con el Bankai, para que no se mate accidentalmente con él. Mientras atienden a Rose y Kensei, Kotetsu y la teniente del Decimoprimer Escuadrón, Yachiru Kusajishi, son atacados por un misterioso Sternritter. |    |                                        |                                                  |                                                     |                                     |                          |
| 386 | 20 | «I Am the Edge»                        | Wataru Yamamoto                                  | Yūsaki Kikuchi                                      | Masaki Hiramatsu                    | 19 de agosto de 2023     |
| Gwenael Lee, el Sternritter «V» (The Vanishing Point), explica que su habilidad es alejarse de los sentidos, la mente y la realidad de sus oponentes. Sin embargo, está cada vez más molesto cuando Yachiru lo ataca por puro instinto tan pronto como reaparece para atacar. Al notar el fracaso de Lee, el verdadero Sternritter «V» (The Visionary), Gremmy Thoumeaux aparece en la barrera con Kensei y Rose, explicando que su habilidad es convertir en realidad cualquier cosa que imagine, y Lee es solo un producto de su imaginación que borra inmediatamente, después de haber matado a Rose y Kensei. Se imagina que los huesos de Yachiru están hechos de galletas, incapacitándola. De repente, Kenpachi irrumpe en el lugar e informa a Kotetsu de la muerte de Unohana. Gremmy, considerándose el Sternritter más fuerte, desafía inmediatamente a Kenpachi. Intenta imaginarlo en un charco de agua para ahogarlo, pero Kenpachi estalla y lo corta. Gremmy luego imagina varias armas y misiles e imagina otro cuerpo para sí mismo, duplicando su poder de imaginación. Con el poder duplicado, imagina un meteorito que se estrellará contra el Seireitei, alarmando tanto a shinigamis como a Quincys. Kenpachi, habiendo aprendido el nombre de su Zanpakutō, Nozarashi, decide desatar su Shikai, que se asemeja a un cuchillo de carnicero de gran tamaño, con el que destruye el meteorito. Gremmy imagina más de una docena de sí mismo y, con sus poderes combinados, imagina a Kenpachi en el espacio exterior. Aunque está gravemente herido, Kenpachi atraviesa el espacio imaginario y corta a Gremmy. Enojado por su durabilidad y fuerza, Gremmy intenta imaginar su cuerpo tan fuerte como el de Kenpachi. lo que a su vez convirtió su propia imaginación en un arma contra él, ya que veía a Kenpachi como un monstruo todopoderoso y acabó destrozando su propio cuerpo. Mientras agoniza, Gremmy revela que su verdadero cuerpo es solo un cerebro. |    |                                        |                                                  |                                                     |                                     |                          |
| 387 | 21 | «The Headless Star»                    | Mitsutoshi Satō                                  | Mitsutoshi Satō                                     | Masaki Hiramatsu                    | 26 de agosto de 2023     |
| Aunque sus órganos internos están gravemente heridos, Kenpachi busca implacablemente a Kusajishi, que ha desaparecido. Luego, es atacado por el escuadrón de Bambietta, las Sternritter «T» (The Thunderbolt) Candice Catnipp, Sternritter «Z» (The Zombie) Giselle Gewelle, Sternritter «P» (The Power) Meninas McAllon y Sternritter «G» (The Glutton) Liltotto Lamperd. Aunque inicialmente se resiste, Kenpachi se ve abrumado por su poder combinado. Ichigo de repente llega, creando un agujero que conduce al Palacio de las Almas y sin esfuerzo arroja a las cuatro Sternritter lejos de Kenpachi. Tanto shinigamis como Sternritter están sorprendidos por su entrada. Enojados por el estatus de Ichigo como Poder de Guerra Especial junto con Kenpachi, las cuatro Sternritter activan su Vollständig (Balbarriel de Candice, Azhulbiora de Giselle, Pornipora de Meninas y Gagael de Liltotto) para enfrentar a Ichigo, pero ninguno puede ponerle una mano encima. Cuando Candice carga con un ataque gigante (Electrocución), Ichigo combina dos Getsuga Tenshō de sus dos Zanpakutō en un Getsuga Jūjishō, cortándole el brazo. Giselle usa el tejido de un shinigami muerto para generar un nuevo brazo para ella. Cuando intentan reagruparse para otro ataque, Bazz-B usa Burner Finger 1 y los derriba a todos para reclamar la gloria de vencer a Ichigo, pero luego llegan tres Sternritter más. Rodeado de ocho a uno, Ichigo intenta llegar hasta Yhwach, quien está tratando de usar el agujero que el primero creó para invadir el Palacio de las Almas. Renji, Rukia, Byakuya, Hisagi, Yumichika y Madarame intervienen para contener a los Sternritter, mientras Ichigo vuela hacia Yhwach. Uryū inmediatamente dispara a Ichigo, quien se sorprende al verlo del lado del enemigo. Cuando Uryū activa Licht Regen, Chad y Orihime llegan de Hueco Mundo para bloquearlo. Mientras Yhwach asciende con Haschwalth y Uryū, los tres quedan asombrados. |    |                                        |                                                  |                                                     |                                     |                          |
| 388 | 22 | «Marching Out the Zombies»             | Yōichi Fujita                                    | Yong-Hoon Jung                                      | Masaki Hiramatsu                    | 9 de septiembre de 2023  |
| El ascenso de Yhwach al Palacio de las Almas hace volar a todo y a todos los que se encuentran cerca. Kyōraku pregunta por qué Hyōsube permitiría que Yhwach ascendiera tan fácilmente. Orihime y Chad reprenden a Ichigo, mientras Kisuke llega para llevarlos al cuartel del Decimosegundo Escuadrón, donde Mayuri construyó preventivamente una réplica de un solo uso del cañón del clan Shiba para disparar al grupo de Ichigo de regreso al palacio. Al requerir una enorme energía para dispararlo, Kisuke lo hizo con Yoruichi Shihōin y los Vizard restantes qué recogen el Reishi de las distorsiones en el Mundo Humano, creado por los Quincys desde la primera invasión. Byakuya está rodeado de Candice y dos Quincys más, mientras que Bazz-B se enfrenta a Renji y Rukia tan pronto como emergen de los escombros. Iba sale de los escombros, habiendo protegido al lobo anteriormente conocido como Komamura. Giselle intenta incitar a Ikkaku y Yumichika a un ataque, para que puedan ser controlados, pero cuando este último expone a Giselle como un hombre, se enoja y convoca a la semi-consciente Bambietta. Giselle explica que puede zombificar y controlar shinigamis solo con un poco de su sangre tocándolos, pero un Quincy realmente necesita estar muerto para que él lo controle, por lo que ejecutó personalmente a Bambi. Incapaces de combatir las habilidades de Bambietta, los dos están abrumados y a punto de ser zombificados, hasta que Mayuri y Nemu intervienen. Mayuri, que ya había creado un dispositivo para contrarrestar la capacidad de Bambietta, anula su uso como peón. Giselle convoca a su ejército de shinigamis zombificados, compuesto principalmente por miembros del Decimoprimer Escuadrón. Mayuri luego revela sus propios peones, la reanimada ex-Sexta Espada Luppi Antenor, los dos Privaron Espada Dordoni Alessandro Del Socaccio y Cirucci Sanderwicci, así como el Fracción del Segundo Espada Baraggan Louisenbairn, Charlotte Chuhlhourne, todos recuperados por Mayuri del laboratorio del Octavo Espada Szayelaporro Grantz. Los arrancar resucitados comienzan sin esfuerzo a despachar a los zombis de Giselle, por lo que convoca al Hitsugaya zombificado. |    |                                        |                                                  |                                                     |                                     |                          |
| 389 | 23 | «Marching Out the Zombies 2»           | Atsushi Wakabayashi                              | Kazuya Fujishiro                                    | Masaki Hiramatsu                    | 16 de septiembre de 2023 |
| Hitsugaya zombificado vence sin esfuerzo a Ikkaku, Yumichika y Charlotte, pero luego Mayuri interviene y usa varias drogas en Hitsugaya para despertar lentamente su cerebro y tomar el control del zombi. Giselle convoca a los zombis restantes, Kensei, Rose y Matsumuto. Cirucci, Luppi y Dordoni igualan la batalla y Mayuri puede usar sus drogas para quitarles el control a Giselle, quien luego es empalada por uno de ellos. Mientras tanto, Byakuya usa su Bankai para derrotar a Candice, así como al Sternritter «N» Robert Accutrone y NaNaNa, mientras que Meninas y Liltotto observan desde lejos. Shūhei se une a Byakuya, pero luego trata de atacarlo. Luego aparece el Sternritter «L» PePe Waccabrada, quien puede usar su Reishi para hacer que prácticamente cualquier cosa que posea un alma se enamore de él, tomó el control sobre él y luego toma el control sobre Meninas para golpear a Liltotto, para eliminar a la competencia. Cuando PePe usa su habilidad en Senbonzakura, el Zanpakutō también se vuelve contra Byakuya y Shūhei comienza a empuñarlo. Cuando Byakuya está acorralado, Mayuri y los shinigamis zombificados llegan, con Kensei usando su Bankai para despachar a PePe y noquear a su propio teniente. PePe despierta entre los escombros e intenta rogarle a Liltotto que se acerca que lo perdone, pero ella lo consume como venganza por su puñalada por la espalda. Durante esto, en una escena poscréditos, Yhwach, Haschwalth y Uryū llegan al Palacio de las Almas. |    |                                        |                                                  |                                                     |                                     |                          |
| 390 | 24 | «Too Early to Win, Too Late to Know»   | Yōichi Fujita                                    | Takahiro Ōtsuka                                     | Masaki Hiramatsu                    | 23 de septiembre de 2023 |
| En la antigüedad, Hyōsube se sentó con el joven Yhwach para firmar un tratado de no agresión hacia los Quincy. Yhwach vio a través de su engaño y cuestionó por qué los shinigamis esclavizaron al Rey de las Almas, un ser divino, el padre de Yhwach y lo obligaron a separar lo que una vez fue un reino de vida infinita en el Mundo Humano, Hueco Mundo y la Sociedad de Almas. Hyōsube luego le dio el brazo izquierdo del Rey de las Almas para apaciguarlo, pero Yhwach decidió salvar a su padre borrándolo, junto con el mundo. En el presente, Shutara y sus Santos Soldados sostienen a Yhwach, Haschwalth y Uryū. Los Soldat convocados por Haschwalth son asesinados por los Santos Soldados, pero luego Yhwach convoca al Sternritter «W» Nianzol Wiezol desde su sombra, quien los desmembra, pero a su vez es inmovilizado y eliminado por Shutara. Mientras el cuerpo de Wianzol cae del palacio, Kisuke dispara el cañón para enviar a Ichigo, Orihime, Chad, Yoruichi y Ganju Shiba al Palacio Real. Yhwach luego convoca a la Guardia de Élite de los Sternritter, el Schutzstaffel, compuesto por los Sternritter «X» Lille Barro, Sternritter «M» Gerard Valkyrie, Sternritter «C» Pernida Parnkgjas y el recientemente ascendido Sternritter «D» Askin Nakk Le Vaar. Barro inmediatamente usa su rifle de francotirador Reishi para dispararle a Shutara en la cabeza y derribar lo que cree que son los palacios personales de los miembros del Escuadrón 0. Shutara se revela viva y también explica que, de hecho, están en un Palacio de las Almas falso, una trampa que los enjaula, creada por Hikifune. Hikifune, Kirinji y Nimaiya también intervienen. Nimaiya muestra una Zanpakutō fallida que creó hace mucho tiempo. llamado Sayafushi, que es tan afilado y suave que ninguna funda puede sostenerlo. Los Schutzstaffel atacan a Nimaiya todos a la vez, pero él los mata a todos sin esfuerzo. Yhwach usa su carta de triunfo para escapar de la trampa y subir directamente al palacio de Hyōsube. |    |                                        |                                                  |                                                     |                                     |                          |
| 391 | 25 | «The Master»                           | Shinichirō Ueda                                  | Shinichirō Ueda                                     | Masaki Hiramatsu                    | 30 de septiembre de 2023 |
| En las ruinas del cuartel del Decimosegundo Escuadrón, a Kisuke se unen los Vizard restantes, Hiyori Sarugaki, Lisa Yadōmaru, Hachigen Ushōda y Love Aikawa, así como a Yūshirō Shihōin, hermano pequeño de Yoruichi y actual jefe del clan, para que pudieran dirigirse al Palacio Real. Refugiada bajo los escombros, Giselle, herida, intenta curarse a sí misma succionando la sangre de la zombificada Bambietta, antes de que Liltotto se le una, mientras Meninas y Candice también se recuperan. Hyōsube enfrenta a Yhwach en una batalla aérea, revelando que su Zanpakutō en forma de cepillo no corta objetos físicos, sino sus nombres y reduce a la mitad su poder, por lo que cuando corta a Yhwach con él, su fuerza también se reduce a la mitad y es rechazado. Kirinji activa su Shikai y se enfrenta a Haschwalth en la batalla, quien pronto es asesinado por el shinigami. Uryū lucha contra Shutara encima de las ramas, pero Shutara bloquea su lluvia de Licht Regen, quien disipa el Reishi de regreso a Uryū, dejándolo inconsciente. Nimaiya está sorprendida por la supervivencia de Askin. quien explica que su Schrift «D» lo hace casi inmortal, permitiéndole calcular la «dosis letal perfecta» de cualquier sustancia que ingiere en su cuerpo y luego controlar la cantidad como mejor le parezca, induciendo una dosis letal de esa sustancia en aquellos alrededor de él. Al consumir su propia sangre, Askin hace que una cierta dosis de la sangre de Nimaiya sea fatal para él mismo. Sin embargo, Kirinji interrumpe la batalla usando sus aguas termales para reponer la sangre envenenada de Nimaiya, quien luego mata a Askin. Cuando Hyōsube se acerca a Yhwach, este último activa Auswählen para despojar a los Soldat y Sternritters restantes en el Seireitei, incluidos las Bambis y Bazz-B, de sus habilidades Reishi y Schrift, para redistribuirla entre él y aquellos que considere adecuados, resucitando así a Haschwalth. y todos los Schutzstaffel, quienes luego activan su Vollständig. Mientras tanto, en las ruinas del Seireitei, Kyōraku deja su puesto ya que el Palacio del Alma es el verdadero objetivo y se une al capitán del Decimotercer Escuadrón.Jūshirō Ukitake, quien usó algo llamado Kamikake para envolver su cuerpo para combatir su enfermedad, y así poder unirse a la batalla. |    |                                        |                                                  |                                                     |                                     |                          |
| 392 | 26 | «Black»                                | Hikaru Murata                                    | Hikaru Murata y Takashi Enokita                     | Masaki Hiramatsu                    | 30 de septiembre de 2023 |
| Barro inmediatamente dispara a Nimaiya, quien teoriza que el hecho de que Barro pueda dispararle ahora es parte del potenciador recibido por el Auswählen, pero Barro explica que su Schrift «X» es la capacidad de disparar cualquier cosa en la distancia entre su mira y lo que considera su objetivo, por lo que no puede ser bloqueado, como lo demuestra el intento de Hikifune y Kirinji de proteger a Nimaiya con su Zanpakutō fallando, por lo que Shutara se va volando con el herido Nimaiya y lo cura. Hikifune crece demasiado en la jaula, por lo que todos están separados en batallas 1 contra 1. Shutara logra usar su aguja de coser para inmovilizar a Gerard, Hikifune intenta enterrar a Pernida bajo sus semillas de Reishi, mientras que Askin adopta una táctica de atropello y fuga en su enfrentamiento con Kirinji y Nimaiya se entrelaza entre los ataques de Barro antes de pararse en su cañón para cortarlo. Hyōsube usa Hado y varios ataques para acercarse y herir a Yhwach, después de lo cual activa su Shikai, convirtiendo su pincel en una especie de guja que puede salpicar tinta negra. La espada de Yhwach está cubierta de tinta y Hyōsube explica que cualquier cosa salpicada por su tinta pierde su nombre, y lo que no tiene nombre, tampoco tiene poder. Gerard se libera cuando Shutara intenta perforarle el corazón y la golpea contra el suelo. Pernida aniquila las raíces que usa Hikifune y la hiere gravemente. Debido a que Kirinji lo subestima continuamente, Askin puede deslizarse detrás de él y dispararle. Mientras Barro recupera su velocidad de movimiento, Nimaiya intenta acercarse a Barro de frente colocando a Yhwach en la misma mira, pero Barro dispara a través de Nimaiya, ya que su habilidad se extiende solo a su objetivo, no más allá de él. Yhwach absorbe la capacidad de tinta de Hyōsube para volverla contra él. El escuadrón 0 vuelve a levantarse a pesar de las burlas del Schutstaffel. Nimaiya explica que si lucharan con su verdadero poder, podrían destruir los cielos, por lo que conectaron sus vidas y sellaron su verdadera Zanpakutō. Nimaiya designa a Shutara para encargarse de los Quincy y luego él, Kirinji y Hikifune se suicidan para liberar el sello sobre ellos y empoderar a Shutara con su colectivo, quien usa su Bankai, Shatatsu Karagara Shigaraminotsuji, para atrapar a los Quincy en una dimensión vacía que puede manipular usando la tela y telar dentro de ella. La activación de su Bankai provoca temblores en el Seireitei, el Mundo Humano y Hueco Mundo al mismo tiempo. En su dimensión Bankai, Shutara teje su tela para crear métodos específicos con los que mata a los Schutzstaffel, Haschwalth y Uryū. Hyōsube cubre a Yhwach con tinta negra con un toque gigante, revelando que cuando activa su Shikai, su habilidad Negro, absorbería el color negro de todos los seres vivos en todos los mundos para proporcionar tinta. Hyōsube luego activa su Shin'uchi, un precursor del Bankai (su Zanpakutō fue la primera en evolucionar a tal estado), Shirafude Ichimonji, con el que puede cambiar el nombre de las cosas que su Shikai pintó para dejarlas sin nombre y usa esto para cambiar el nombre de Yhwach a un ser frágil, una «hormiga negra». Luego aplasta a Yhwach bajo su pie como un insecto y lo arroja fuera del Palacio de las Almas. |    |                                        |                                                  |                                                     |                                     |                          |
| Parte 3: The Conflict |    |                                        |                                                  |                                                     |                                     |                          |
| 393 | 27 | «A»                                    | Hikaru Murata                                    | Hikaru Murata                                       | Masaki Hiramatsu & Tomohisa Taguchi | 5 de octubre de 2024     |
| Mientras cae, Yhwach finalmente recupera su Schrift, según el Kaiser Gesang, "The Almighty", que le permite protegerse del poder de Ichibē y convertirse en el que todo lo ve. Ichibē intenta atraparlo, pero Yhwach se abre paso con su poder y lo mata. Habiendo sobrevivido, Uryū logra reflejar los efectos del Bankai de Senjumaru en ella con su Schrift y, después de una breve batalla, le atraviesa el corazón. La derrota del Escuadrón Cero se siente a través del Seireitei, mientras Yhwach llega al Rey Espíritu y lo empala, mientras Uryū, Haschwalth y el Schutzstaffel se arrodillan ante él. El grupo de Ichigo llega al Palacio Real y pronuncia el nombre de Ichibē, quien lo resucita de entre los muertos usando una parte de los poderes de Ichigo. Actualmente sin poderes, Ichibē le pide a Ichigo que detenga al Rey Quincy. Mientras tanto, Shunsui se acerca a Aizen en el Muken. |    |                                        |                                                  |                                                     |                                     |                          |
| 394 | 28 | «KILL THE KING»                        | Tomohisa Taguchi                                 | Hikaru Murata y Yoshinori Odaka                     | Masaki Hiramatsu                    | 12 de octubre de 2024    |
| Después de curar a Kenpachi, Ukitake, Shinji, Soi-Fon, Hinamori y Ōmaeda se dirigen a la división de I+D, donde Urahara y Nanao están coordinando los esfuerzos para enviar refuerzos al Soul Palace, justo cuando Renji y Rukia también se dirigen allí. Mientras tanto, el grupo de Ichigo llega a Yhwach, sin saber que ya empaló al Rey de las Almas. Ichigo se enfrenta al Rey Quincy y lo golpea a través de las aguas termales de Kirinji. Yhwach elogia los poderes de Ichigo obtenidos a través de su entrenamiento con Ichibē, pero afirma que Ichibē envió a Ichigo a propósito tras él, sabiendo que Ichigo no ganará la batalla. Sin embargo, Yhwach revela que aún no ha usado sus ojos y activa El Todopoderoso, lo que le permite prever y anular todos los ataques de Ichigo, llevándolo de regreso con los demás derrotados y cuestionando sus razones para luchar. Yhwach luego revela al Rey de las Almas empalado, su padre Adnyeus, sorprendiéndolos. Yhwach detalla cómo el todopoderoso Rey de las Almas separó los tres mundos de la oscuridad y pudo prever incluso mil años en el futuro. Ichigo se levanta para atacar, con el apoyo de Orihime y Yoruichi, aunque Yhwach disipa cualquier peligro para él, Ichigo alcanza al Rey del Alma y le saca la espada, cayendo en la estratagema de Yhwach. Obligado por la sangre de Quincy en él, Ichigo sin darse cuenta mata al Rey del Alma. Yhwach revela que todo procedió como él había previsto, y explica que sólo alguien que es un híbrido de humano, Soul Reaper, Quincy, Fullbringer y Hollow como Ichigo puede incluso matar al Rey de las Almas. La muerte del Rey del Alma provoca terremotos en todo el mundo en los tres mundos. |    |                                        |                                                  |                                                     |                                     |                          |

## Especial de recapitulación
| N.º en serie                                                                                | N.º en temp. | Título                                     | Fecha de emisión original |
| ------------------------------------------------------------------------------------------- | ------------ | ------------------------------------------ | ------------------------- |
| 387.5                                                                                       | 21.5         | «The Blood Warfare, Separation: Interlude» | 2 de septiembre de 2023   |
| Un resumen especial que cubre los primeros 21 episodios de Bleach: Thousand-Year Blood War. |              |                                            |                           |

## Lanzamiento en medios domésticos

### Japonés
| Volumen | Volumen | Discos | Episodios | Fecha de lanzamiento  | Ref.   |
| ------- | ------- | ------ | --------- | --------------------- | ------ |
|         | I       | 2      | 1–13      | 26 de abril de 2023   | [ 27 ] |
|         | II      | 2      | 14–26     | 28 de febrero de 2024 | [ 28 ] |